# Musica Jazz
Musica Jazz è una rivista italiana di informazione e critica musicale specializzata in musica jazz. È pubblicata ininterrottamente dall'agosto 1945, per i primi due anni con il titolo "Musica e Jazz", senza aver mai saltato un'uscita, e nel dicembre 2020 ha raggiunto l'841° numero. Fondata a Milano da Gian Carlo Testoni, è da lui stata diretta fino al 1965 e poi, fino al 1984, da Arrigo Polillo, cui sono seguiti Pino Candini, Claudio Sessa, Filippo Bianchi e Luca Conti.
Ha periodicità mensile e dal novembre 1981 viene pubblicata con un supporto discografico allegato.

## Inserti e allegati
Dal numero di novembre 1981, la rivista allega mensilmente un supporto discografico corredato da una monografia interna.
Gli inediti e le rarità allegati erano tali al momento dell'uscita dei supporti, in alcuni casi sono stati poi ristampati in tempi successivi da etichette diverse.

### LP
| Mese/Anno             | Codice              | Titolo                                    | Artista            | Note             |
| novembre 1981         | Prom 20             | Coltranology. Volume One                  | John Coltrane      |                  |
| dicembre 1981         |                     | V-Disc                                    | AA.VV.             |                  |
| gennaio 1982          | KLJ-20000           | Piano jazz                                | AA.VV.             |                  |
| febbraio 1982         | MRR 1002            | Big Four                                  | AA.VV.             |                  |
| marzo 1982            | 2MJP 1001           | Ragtime                                   | AA.VV.             |                  |
| aprile 1982           | Esp 1000/S          | Anni '60: la rivolta nera                 | AA.VV.             |                  |
| maggio 1982           | 2MJP 1002           | L'era dello swing                         | AA.VV.             |                  |
| giugno 1982           | Roulette RPR-100    | Bebop                                     | AA.VV.             |                  |
| luglio 1982           | Red Records FC001   | Hard Bop Today                            | AA.VV.             |                  |
| ago-set 1982          | 2MJP 1003           | Boogie woogie                             | AA.VV.             |                  |
| ottobre 1982          | 2MJP 1004           | New Orleans                               | AA.VV.             |                  |
| novembre 1982         | Queen Disc Q-2001   | Le favolose Big Bands                     | AA.VV.             |                  |
| dicembre 1982         | 2MJP 1005           | Duke Ellington "Live" 1958                | Duke Ellington     | inediti          |
| gennaio 1983          | 2MJP 1006           | I grandi della chitarra                   | AA.VV.             |                  |
| febbraio 1983         | 2MJP 1007           | Blues                                     | AA.VV.             |                  |
| marzo 1983            | 2MJP 1008           | Il clarinetto nel jazz                    | AA.VV.             |                  |
| aprile 1983           | 2MJP 1009           | Il classico Coleman Hawkins               | Coleman Hawkins    |                  |
| maggio 1983           | 2MJP 1010           | Dixieland                                 | AA.VV.             |                  |
| giugno 1983           | 2MJP 1011           | Le trombe del jazz classico               | AA.VV.             |                  |
| luglio 1983           | 2MJP 1012           | I maestri della batteria                  | AA.VV.             |                  |
| ago-set 1983          | 2MJP 1013           | Count Basie "Live" 1954                   | Count Basie        | rarità           |
| ottobre 1983          | 2MJP 1014           | Top jazz in Italy                         | AA.VV.             | inediti          |
| novembre 1983         | 2MJP 1015           | Il vibrafono nel jazz                     | AA.VV.             |                  |
| dicembre 1983         | 2MJP 1016           | Louis Armstrong "Live" 1948               | Louis Armstrong    | inediti          |
| gennaio 1984          | 2MJP 1017           | Kansas City                               | AA.VV.             |                  |
| febbraio 1984         | 2MJP 1018           | I maestri del sax alto                    | AA.VV.             |                  |
| marzo 1984            | 2MJP 1019           | Le voci del jazz                          | AA.VV.             |                  |
| aprile 1984           | 2MJP 1020           | Fats Waller                               | Fats Waller        |                  |
| maggio 1984           | 2MJP 1021           | Duke Ellington - Le suites sinfoniche     | Duke Ellington     | inediti          |
| giugno 1984           | SPE 1               | Eric Dolphy "Live" 1961                   | Eric Dolphy        |                  |
| luglio 1984           | 2MJP 1022           | Harlem                                    | AA.VV.             |                  |
| ago-set 1984          | 2MJP 1023           | I grandi del sax tenore nel jazz classico | AA.VV.             |                  |
| ottobre 1984          | 2MJP 1024           | Billie Holiday                            | Billie Holiday     |                  |
| novembre 1984         | 2MJP 1025           | Art Tatum                                 | Art Tatum          |                  |
| dicembre 1984         | 2MJP 1026           | Il gospel                                 | AA.VV.             |                  |
| gennaio 1985          | 2MJP 1027           | Woody Herman                              | Woody Herman       | inediti          |
| febbraio 1985         | 2MJP 1028           | Il leggendario Bix Beiderbecke            | Bix Beiderbecke    |                  |
| marzo 1985            | 2MJP 1029           | George Gershwin                           | AA.VV.             |                  |
| aprile 1985           | 2MJP 1030           | Charlie Parker                            | Charlie Parker     | rarità           |
| maggio 1985           | 2MJP 1031           | Benny Goodman                             | Benny Goodman      | rarità           |
| giugno 1985           | 2MJP 1032           | Cool jazz                                 | AA.VV.             | rarità           |
| luglio 1985           | 2MJP 1033           | Jack Teagarden                            | Jack Teagarden     | rarità e inediti |
| ago-set 1985          | 2MJP 1034           | Glenn Miller                              | Glenn Miller       | rarità           |
| ottobre 1985          | 2MJP 1035           | Lionel Hampton                            | Lionel Hampton     | rarità e inediti |
| novembre 1985         | Red Records FC-002  | Sax today                                 | AA.VV.             | rarità e inediti |
| dicembre 1985         | 2MJP 1036           | Ella Fitzgerald                           | Ella Fitzgerald    | rarità           |
| gennaio 1986          | 2MJP 1037           | Le trombe nel jazz moderno                | AA.VV.             |                  |
| febbraio 1986         | 2MJP 1038           | Sidney Bechet                             | Sidney Bechet      | rarità           |
| marzo 1986            | 2MJP 1039           | Rhythm & Blues                            | AA.VV.             |                  |
| maggio 1986           | 2MJP 1041           | Miles Davis                               | Miles Davis        | rarità           |
| giugno 1986           | 2MJP 1042           | Eddie Condon                              | Eddie Condon       |                  |
| luglio 1986           | 2MJP 1043           | I sax tenori del jazz moderno             | AA.VV.             | rarità           |
| agosto-settembre 1986 | 2MJP 1025           | Newport Jazz Festival                     | AA.VV.             | rarità           |
| novembre 1986         | 2MJP 1045           | Benny Carter                              | Benny Carter       |                  |
| dicembre 1986         | 2MJP 1046           | Sarah Vaughan                             | Sarah Vaughan      |                  |
| gennaio 1987          | 2MJP 1047           | Stan Kenton                               | Stan Kenton        | rarità           |
| febbraio 1987         | 2MJP 1048           | Jelly Roll Morton                         | Jelly Roll Morton  |                  |
| marzo 1987            | SNMJ-001            | Max Roach                                 | Max Roach          |                  |
| aprile 1987           | 2MJP 1049           | Gerry Mulligan                            | Gerry Mulligan     |                  |
| maggio 1987           | 2MJP 1050           | Earl Hines                                | Earl Hines         | rarità e inediti |
| giugno 1987           | 2MJP 1051           | John Coltrane                             | John Coltrane      | inediti          |
| luglio 1987           | 2MJP 1052           | Django Reinhardt                          | Django Reinhardt   | rarità           |
| settembre 1987        | 2MJP 1053           | Dizzy Gillespie                           | Dizzy Gillespie    |                  |
| ottobre 1987          | 2MJP 1054           | I maestri del trombone                    | AA.VV.             | inediti          |
| novembre 1987         | 2MJP 1055           | Billy Strayorn                            | Billy Strayhorn    | rarità e inediti |
| dicembre 1987         | 2MJP 1056           | Louis Armstrong: La voce del Jazz         | Louis Armstrong    |                  |
| gennaio 1988          | 2MJP 1057           | Jimmy Giuffre                             | Jimmy Giuffré      | rarità           |
| febbraio 1988         | 2MJP 1058           | Charlie Christan                          | Charlie Christian  | rarità           |
| marzo 1988            | 2MJP 1059           | Roy Eldridge                              | Roy Eldrige        | rarità           |
| aprile 1988           | 2MJP 1060           | W. C. Handy                               | AA.VV.             |                  |
| maggio 1988           | 2MJP 1061           | Stan Getz                                 | Stan Getz          |                  |
| giugno 1988           | 2MJP 1062           | Fletcher Henderson                        | Fletcher Henderson | rarità e inediti |
| luglio 1988           | 2MJP 1063           | Thelonious Monk                           | Thelonious Monk    | inediti          |
| ago-set 1988          | 2MJP 1064           | Italian jazz graffiti                     | AA.VV.             |                  |
| ottobre 1988          | 2MJP 1065           | Lennie Tristano                           | Lennie Tristano    | rarità           |
| novembre 1988         | 2MJP 1066           | Bird com'era                              | Charlie Parker     | rarità           |
| dicembre 1988         | 2MJP 1067           | Charles Mingus                            | Charles Mingus     | rarità           |
| gennaio 1989          | 2MJP 1068           | Ben Webster                               | Ben Webster        | rarità e inediti |
| febbraio 1989         | 2MJP 1069           | James P. Johnson                          | James P. Johnson   | rarità e inediti |
| marzo 1989            | 2MJP 1070           | Lester Young                              | Lester Young       | rarità e inediti |
| aprile 1989           | 2MJP 1071           | Pee Wee Russell                           | Pee Wee Russell    |                  |
| maggio 1989           | 2MJP 1072           | Le signore del rhythm and blues           | AA.VV.             | rarità           |
| giugno 1989           | 2MJP 1073           | New Orleans today                         | AA.VV.             | rarità e inediti |
| luglio 1989           | 2MJP 1074           | Billie Holiday                            | Billie Holiday     |                  |
| ottobre 1989          | 2MJP 1076           | Art Blakey                                | Art Blakey         |                  |
| novembre 1989         | W 51                | The Newport Years, Vol. 1                 | Chet Baker         |                  |
| dicembre 1989         | 2MJP 1077           | Il jazz elettrico                         | AA.VV.             |                  |
| gennaio 1989          | 2MJP 1078           | Count Basie I Gioielli                    | Count Basie        |                  |
| febbraio 1990         | 2MJP 1079           | I songs di Irving Berlin e Jerome Kern    | AA.VV.             |                  |
| marzo 1990            | Philology W 102     | Piano summit                              | AA.VV.             | inediti          |
| aprile 1990           | BSRMJ-001           | L'avanguardia di Chicago                  | AA.VV.             |                  |
| maggio 1990           | 2MJP 1080           | Fats Navarro                              | Fats Navarro       |                  |
| giugno 1990           | 2MJP 1081           | Dexter Gordon                             | Dexter Gordon      |                  |
| luglio 1990           | 2MJP 1082           | Johnny Hodges                             | Johnny Hodges      | rarità e inediti |
| ago-set 1990          | 2MJP 1083           | Sonny Rollins                             | Sonny Rollins      |                  |
| ottobre 1990          | RF 16829            | Bill Evans                                | Bill Evans         |                  |
| novembre 1990         | W 88                | Albert Ayler                              | Albert Ayler       |                  |
| dicembre 1990         | FMJ 61220           | Dave Brubeck                              | Dave Brubeck       |                  |
| gennaio 1991          | 2MJP 1084           | Le voci di Chicago                        | AA.VV.             |                  |
| febbraio 1991         | 2MJP 1085           | Bix "Live"                                | Bix Beiderbecke    | rarità           |
| marzo 1991            | Red Records RR 8341 | Franco D'Andrea - Sei brani inediti       | Franco D'Andrea    | inediti          |
| aprile 1991           | Philology W 36      | Wardell Gray                              | Wardell Gray       | rarità e inediti |
| maggio 1991           | 2MJP 1086           | Henry Red Allen                           | Henry Red Allen    |                  |
| giugno 1991           | RR 28353            | Bobby Watson                              | Bobby Watson       |                  |

### CD
Dal luglio 1991 il supporto discografico è allegato sotto forma di CD. Molti dei dischi allegati alla rivista sono divenuti oggetti di ricerca da parte di collezionisti e appassionati, sia per la presenza di brani molto spesso inediti o particolarmente rari, sia perché per alcuni di essi le copertine sono state disegnate da noti illustratori, come Guido Crepax e Maurizio Bovarini.
| Mese/Anno      | Codice      | Titolo                                                                 | Artista                      | Note |
| -------------- | ----------- | ---------------------------------------------------------------------- | ---------------------------- | ---- |
| luglio 1991    | MJCD 1087   | Louis Armstrong Live In Europe                                         | Louis Armstrong              |      |
| settembre 1991 | MJCD 1088   | Don Byas                                                               | Don Byas                     |      |
| ottobre 1991   | MJCD 1089   | Il Contrabbasso Nel Jazz                                               | AA.VV.                       |      |
| novembre 1991  | MJCD 1090-2 | Miles Davis                                                            | Miles Davis                  |      |
| dicembre 1991  | MJCD 1091   | The Great Duke Ellington                                               | Duke Ellington               |      |
| gennaio 1992   | W 97-2      | Live In Europe                                                         | Wes Montgomery               |      |
| febbraio 1992  | MJCD 1092   | The Prestige Story                                                     | AA.VV.                       |      |
| marzo 1992     | W 65-2      | From Newport To Nice                                                   | Lee Konitz                   |      |
| aprile 1992    | RR 123248-2 | The Standard Joe                                                       | Joe Henderson                |      |
| maggio 1992    | SNMJ 002-2  | Masks                                                                  | Giorgio Gaslini              |      |
| giugno 1992    | MJCD 1093   | Cannoball Adderley                                                     | Cannobal Adderly             |      |
| luglio 1992    | 4788192     | The Blue Note Story 1953-66: The Lp Era                                | AA.VV.                       |      |
| settembre 1992 | W 74.2      | A Jazz Life                                                            | Phil Woods                   |      |
| ottobre 1992   | SVZ-0901    | The Savoy Story                                                        | AA.VV.                       |      |
| novembre 1992  | 4781912     | Jackie Maclean                                                         | Jackie MacLean               |      |
| dicembre 1992  | W 40.2      | Stan Getz                                                              | Stan Getz                    |      |
| gennaio 1993   | TIDE 9116-2 | Enja Story: 1972 To 1992                                               | AA.VV.                       |      |
| febbraio 1993  | W 34.2      | Oscar Peterson                                                         | Oscar Peterson               |      |
| marzo 1993     | MJCD 1094   | Dizzy Gillespie: Il Magnifico                                          | Dizzy Gillespie              |      |
| aprile 1993    | 4788192     | The Blue Note Story 1953-66: The Lp Era                                | AA.VV.                       |      |
| maggio 1993    | MJCD 1095   | Bud Powell                                                             | Bud Powell                   |      |
| giugno 1993    | OWL 3819932 | Dave Liebman                                                           | Dave Liebman                 |      |
| luglio 1993    | none        | Vhs "Umbria Jazz Story"                                                | AA.VV.                       |      |
| settembre 1993 | TIDE 9125-2 | Abdullah Ibrahim                                                       | Abdullah Ibrahim             |      |
| ottobre 1993   | SNMJ 003-2  | Enrico Pieranunzi                                                      | Enrico Pieranunzi            |      |
| novembre 1993  | W 43-2      | Sonny Stitt                                                            | Sonny Stitt                  |      |
| dicembre 1993  | 4789372     | Herbie Hancock                                                         | Herbie Hancock               |      |
| gennaio 1994   | 134         | The Riverside Story                                                    | AA.VV.                       |      |
| febbraio 1994  | 135         | Gianluigi Trovesi                                                      | Gianluigi Trovesi            |      |
| marzo 1994     | 136         | Jim Hall                                                               | Jim Hall                     |      |
| aprile 1994    | 137         | Elvin Jones                                                            | Elvin Jones                  |      |
| maggio 1994    | 138         | Duke Ellington: Live In Europe                                         | Duke Ellington               |      |
| giugno 1994    | 139         | David Murray                                                           | David Murray                 |      |
| luglio 1994    | 140         | Gil Evans                                                              | Gil Evans                    |      |
| settembre 1994 | 141         | Coleman Hawkins                                                        | Coleman Hawkins              |      |
| ottobre 1994   | 142         | Ecm Story                                                              | AA.VV.                       |      |
| novembre 1994  | 143         | Piano Today                                                            | AA.VV.                       |      |
| dicembre 1994  | 144         | Chet Baker In Italy                                                    | Chet Baker                   |      |
| gennaio 1995   | 145         | John Scofield                                                          | John Scofield                |      |
| febbraio 1995  | 146         | Cootie Williams                                                        | Cootie Williams              |      |
| marzo 1995     | 147         | Charlie Parker: Bird & The Trumpets                                    | Charlie Parker               |      |
| aprile 1995    | 148         | Impulse Story                                                          | AA.VV.                       |      |
| maggio 1995    | 149         | Lucky Thompson                                                         | Lucky Thompson               |      |
| giugno 1995    | 150         | La Fisarmonica Nel Jazz                                                | AA.VV.                       |      |
| luglio 1995    | 151         | Milt Jackson                                                           | Milt Jackson                 |      |
| settembre 1995 | 152         | Teddy Wilson                                                           | Teddy Wilson                 |      |
| ottobre 1995   | 153         | Massimo Urbani                                                         | Massimo Urbani               |      |
| novembre 1995  | 154         | Il Flauto Nel Jazz                                                     | AA.VV.                       |      |
| dicembre 1995  | 155         | Jazz Samba Omaggio A Jobim                                             | Antônio Carlos Jobim         |      |
| gennaio 1996   | 156         | Italian Jazz Today                                                     | AA.VV.                       |      |
| febbraio 1996  | 157         | Big Joe Turner                                                         | Joe Turner                   |      |
| marzo 1996     | 158         | Fmp Story                                                              | AA.VV.                       |      |
| aprile 1996    | 159         | J.J. Johnson                                                           | J.J.Johnson                  |      |
| maggio 1996    | 160         | Archie Shepp                                                           | Archie Shepp                 |      |
| giugno 1996    | 161         | Verona Jazz                                                            | AA.VV.                       |      |
| luglio 1996    | 162         | Michel Petrucciani                                                     | Michel Petrucciani           |      |
| settembre 1996 | 163         | Ella Fitzgerald                                                        | Ella Fitzgerald              |      |
| ottobre 1996   | 164         | Steve Lacy                                                             | Steve Lacy                   |      |
| novembre 1996  | 165         | Gianni Basso                                                           | Gianni Basso                 |      |
| dicembre 1996  | 166         | Errol Garner                                                           | Errol Garner                 |      |
| gennaio 1997   | 167         | Sidney Bechet                                                          | Sidney Bechet                |      |
| febbraio 1997  | 168         | Black California                                                       | AA.VV.                       |      |
| marzo 1997     | 169         | Hot Lips Page                                                          | Hot Lips Page                |      |
| aprile 1997    | 170         | Gil Cuppini                                                            | Gil Cuppini                  |      |
| maggio 1997    | 171         | Richard Galliano                                                       | Richard Galliano             |      |
| giugno 1997    | MJCD 1115   | Gene Krupa                                                             | Gene Krupa                   |      |
| luglio 1997    | 173         | Coltrane'S Infinity Train                                              | Tiziano Tonoli               |      |
| settembre 1997 | 174         | Mood For Love                                                          | AA.VV.                       |      |
| ottobre 1997   | 175         | Mal Waldron                                                            | Mal Waldron                  |      |
| novembre 1997  | 176         | A Night In Italy                                                       | AA.VV.                       |      |
| dicembre 1997  | 177         | Il Jazz Sudafricano                                                    | AA.VV.                       |      |
| gennaio 1998   | 178         | Cecil Taylor: Concrete                                                 | Cecil Taylor                 |      |
| febbraio 1998  | 179         | Dave Holland Conferences                                               | Dave Holland                 |      |
| marzo 1998     | 180         | Stephane Grappelli: Stephen'S Blues                                    | Stéphane Grappelli           |      |
| aprile 1998    | 181         | Guido Manusardi Portrait                                               | Guido Manusardi              |      |
| maggio 1998    | 182         | Bunny Berigan Starting                                                 | Bunny Berigan                |      |
| giugno 1998    | 183         | Tommy Flanagan Elusive                                                 | Tommy Flanagan               |      |
| luglio 1998    | 184         | Just Jazz Gene Got Rhythm                                              | AA.VV.                       |      |
| settembre 1998 | 185         | Anthony Braxton: News From The 70'S                                    | Anthony Braxton              |      |
| ottobre 1998   | 186         | Enrico Rava: Certi Angoli Segreti                                      | Enrico Rava                  |      |
| novembre 1998  | 187         | Russian Style: Il Jazz In Russia                                       | AA.VV.                       |      |
| dicembre 1998  | 188         | Art Pepper: Lost Life                                                  | Art Pepper                   |      |
| gennaio 1999   | 189         | Stefano Maltese Open Letter To Mingus                                  | Stefano Maltese              |      |
| febbraio 1999  | 190         | Johnny Mercer I Thought About You                                      | Johnny Mercer                |      |
| marzo 1999     | 191         | Mc Coy Tyner: Valley Of Life                                           | Mc Coy Tyner                 |      |
| aprile 1999    | 192         | Duke Ellington Live: At The Hurricane, 1944                            | Duke Ellington               |      |
| maggio 1999    | 193         | Louis Sclavis: Objets Bruts                                            | Louis Sclavis                |      |
| giugno 1999    | 194         | B.Wilber-K.Davern Traveling                                            | Bob Wilber Kenny Davern      |      |
| luglio 1999    | 195         | E.Intra: Dissonanza-Consonanza                                         | Enrico Intra                 |      |
| settembre 1999 | 196         | Contemporary Story                                                     | AA.VV.                       |      |
| ottobre 1999   | 197         | La Saga Dei V Disc                                                     | AA.VV.                       |      |
| novembre 1999  | 198         | Hoagy Carmichael: The Old Stardust Master                              | AA.VV.                       |      |
| dicembre 1999  | 199         | Jack Dejohnette Festival                                               | Jack De Johnette             |      |
| gennaio 2000   | 200         | Top Jazz 1999                                                          | AA.VV.                       |      |
| febbraio 2000  | 201         | Kenny Baron: Third Eye                                                 | Kenny Baron                  |      |
| marzo 2000     | 202         | King Oliver: Working Man Blues                                         | King Oliver                  |      |
| aprile 2000    | 203         | Louis Jordan: Good Times                                               | Louis Jordan                 |      |
| maggio 2000    | 204         | Carla Bley: Birds Of Paradise                                          | Carla Bley                   |      |
| giugno 2000    | 205         | Harlem Conga: La Batteria Nelle Big Band                               | AA.VV.                       |      |
| luglio 2000    | 206         | Claudio Fasoli: Resume'                                                | Claudio Fasoli               |      |
| settembre 2000 | 207         | Changes: L'Arrangiamento Nelle Big Band                                | AA.VV.                       |      |
| ottobre 2000   | 208         | Digressions: L'Arrangiamento Per Picoli Gruppi                         | AA.VV.                       |      |
| novembre 2000  | 209         | Bessie Smith: Down And Out                                             | Bessie Smith                 |      |
| dicembre 2000  | 210         | Black Saint Story                                                      | AA.VV.                       |      |
| gennaio 2001   | 211         | Top Jazz 2000                                                          | AA.VV.                       |      |
| febbraio 2001  | 212         | La Batteria Nelle Big Band-Vol.Ii                                      | AA.VV.                       |      |
| marzo 2001     | 213         | Ellipsis: Le Tendenze Degli Anni 80                                    | AA.VV.                       |      |
| aprile 2001    | 214         | Rex Stewart: Take It Easy                                              | Rex Stewart                  |      |
| maggio 2001    | 215         | The Amazing Adventures Of John Surman                                  | John Surman                  |      |
| giugno 2001    | 216         | Mary Lou'S Idea                                                        | Mary Lou Williams            |      |
| luglio 2001    | 217         | Dean Trovesi: Double Quartet                                           | Elton Dean Gianluigi Trovesi |      |
| settembre 2001 | 218         | Davis Diaspora                                                         | AA.VV.                       |      |
| ottobre 2001   | 219         | Frank Loesser: I Hear Music                                            | Frank Loesser                |      |
| novembre 2001  | 220         | Red Records Anniversary                                                | AA.VV.                       |      |
| dicembre 2001  | 221         | Doctor 3: Live And More                                                | Doctor 3                     |      |
| gennaio 2002   | 222         | Top Jazz 2001                                                          | AA.VV.                       |      |
| febbraio 2002  | 223         | Jay Mc Shann: The Jumpin' Blues                                        | Jay Mc Shann                 |      |
| marzo 2002     | 224         | Candid Horns                                                           | AA.VV.                       |      |
| aprile 2002    | 225         | Sun Ra: Un Mondo Eliocentrico                                          | Sun Ra                       |      |
| maggio 2002    | 226         | Chu Berry: On Parade                                                   | Chu Berry                    |      |
| giugno 2002    | 227         | Billy Higgins: Billy'S Smile                                           | Billy Higgins                |      |
| luglio 2002    | 228         | Texas Tenors Flying                                                    | AA.VV.                       |      |
| settembre 2002 | 229         | Northern Light: Jazz In Scandinavia                                    | AA.VV.                       |      |
| ottobre 2002   | 230         | Storyville Story                                                       | AA.VV.                       |      |
| novembre 2002  | 231         | Splasc(H) Story                                                        | AA.VV.                       |      |
| dicembre 2002  | 232         | Here Be Changes Made                                                   | Paolo Fresu                  |      |
| gennaio 2003   | 233         | Top Jazz 2002                                                          | AA.VV.                       |      |
| febbraio 2003  | 234         | A Good One                                                             | Warne Marsh                  |      |
| marzo 2003     | 235         | Urban Magic                                                            | Art Ensemble of Chicago      |      |
| aprile 2003    | 236         | Stratosphere                                                           | Jimmie Lunceford             |      |
| maggio 2003    | 237         | Il Polistrumentismo Nel Jazz                                           | AA.VV.                       |      |
| giugno 2003    | 238         | The Happening                                                          | Paul Gosalves                |      |
| luglio 2003    | 239         | Egea Story                                                             | AA.VV.                       |      |
| settembre 2003 | 240         | Altri 3 Tenori                                                         | AA.VV.                       |      |
| ottobre 2003   | 241         | Dreyfus Story                                                          | AA.VV.                       |      |
| novembre 2003  | 242         | I'Ve Been Around                                                       | Giovanni Tommaso             |      |
| dicembre 2003  | 243         | Jazz & Radio                                                           | AA.VV.                       |      |
| gennaio 2004   | 244         | Top Jazz 2003                                                          | AA.VV.                       |      |
| febbraio 2004  | 245         | Jazz & Asia                                                            | AA.VV.                       |      |
| marzo 2004     | 246         | Label Bleu Story                                                       | AA.VV.                       |      |
| aprile 2004    | 247         | Il Giovane Dizzy                                                       | Dizzy Gillespie              |      |
| maggio 2004    | 248         | Within Me                                                              | Cedar Walton                 |      |
| giugno 2004    | 249         | La Scena Olandese                                                      | AA.VV.                       |      |
| luglio 2004    | 250         | Dreyfus Reference                                                      | AA.VV.                       |      |
| settembre 2004 | 251         | From Dizzy To Bach                                                     | John Lewis                   |      |
| ottobre 2004   | 252         | Jazz A Cinecitta'                                                      | AA.VV.                       |      |
| novembre 2004  | 253         | Soul Note Story                                                        | AA.VV.                       |      |
| dicembre 2004  | 254         | Han Bennink                                                            | Han Bennink                  |      |
| gennaio 2005   | 255         | Top Jazz 2004                                                          | AA.VV.                       |      |
| febbraio 2005  | 256         | Cuban Episodes                                                         | Stan Kenton                  |      |
| marzo 2005     | 257         | Saxophone Quartets                                                     | AA.VV.                       |      |
| aprile 2005    | 258         | Song For Kenny                                                         | Kenny Wheeler                |      |
| maggio 2005    | 259         | George Russell                                                         | George Russell               |      |
| giugno 2005    | 260         | Hard Times                                                             | Ray Charles                  |      |
| luglio 2005    | 261         | Il Cammino                                                             | Aldo Romano                  |      |
| settembre 2005 | 262         | Roccellanea                                                            | AA.VV.                       |      |
| ottobre 2005   | 263         | Roberto Gatto Sul Lungotevere                                          | Roberto Gatto                |      |
| novembre 2005  | 264         | Cuneiform Story                                                        | AA.VV.                       |      |
| dicembre 2005  | 265         | In' N' Around                                                          | AA.VV.                       |      |
| gennaio 2006   | 266         | Top Jazz 2005                                                          | AA.VV.                       |      |
| febbraio 2006  | 267         | Roy Haynes                                                             | Roy Haynes                   |      |
| marzo 2006     | 268         | George Cables Quartet                                                  | George Cables                |      |
| aprile 2006    | 269         | Camjazz                                                                | AA.VV.                       |      |
| maggio 2006    | 270         | Once In A While-Clifford Brown                                         | Clifford Brown               |      |
| maggio 2006    | 270         | Porsche Live                                                           | AA.VV.                       |      |
| giugno 2006    | 271         | In+Out Story                                                           | AA.VV.                       |      |
| luglio 2006    | 272         | Le Essenze Di Ahmad Jamal                                              | Ahmad Jamal                  |      |
| settembre 2006 | 273         | Tales Of...Gary Peacock                                                | Gary Peacock                 |      |
| ottobre 2006   | 274         | Agb Series From Jump To Bop Cd1                                        | AA.VV.                       |      |
| ottobre 2006   | 274         | Agb Series From Jump To Bop Cd 2                                       | AA.VV.                       |      |
| novembre 2006  | 275         | Say It With Trumpets                                                   | Maynard Ferguson             |      |
| dicembre 2006  | 276         | Kind Of Blue Story                                                     | AA.VV.                       |      |
| gennaio 2007   | 277         | Top Jazz 2006                                                          | AA.VV.                       |      |
| febbraio 2007  | 278         | A Nice Guy                                                             | Lester Bowie                 |      |
| marzo 2007     | 279         | Giancarlo Schiaffini                                                   | Giancarlo Schiaffini         |      |
| aprile 2007    | 280         | Why I Sing The Blues                                                   | B.B.King                     |      |
| maggio 2007    | 281         | Alan Douglas Story                                                     | AA.VV.                       |      |
| giugno 2007    | 282         | Lady O'Day                                                             | Anita O'Day                  |      |
| luglio 2007    | 283         | Jay & Kai                                                              | J.J.Johnson & Kay Winding    |      |
| settembre 2007 | 284         | Act:15 Magic Years                                                     | AA.VV.                       |      |
| ottobre 2007   | 284         | Sostituito Dal Dvd "Il Vento E Le Onde" (25 Anni Di Jazz In Sardeggna) |                              |      |
| novembre 2007  | 285         | 4 Emiilia- Romagna W/Lv                                                | Annette Peacock              |      |
| dicembre 2007  | 286         | Sonny Rollins The Golden Years                                         | Sonny Rollins                |      |
| gennaio 2008   | 287         | Top Jazz 2007                                                          | AA.VV.                       |      |
| febbraio 2008  | 288         | The Gig                                                                | Herbie Nichols               |      |
| marzo 2008     | 289         | Roswell Rudd: Open House                                               | Roswell Rud                  |      |
| aprile 2008    | 290         | Quincy Jones                                                           | Quincy Jones                 |      |
| maggio 2008    | 291         | New Voices                                                             | AA.VV.                       |      |
| giugno 2008    | 292         | Vignola 20 Anni Di Jazz In'It                                          | AA.VV.                       |      |
| luglio 2008    | 293         | Field And Forms                                                        | Mike Westbrook               |      |
| settembre 2008 | 294         | Jazz & Noir                                                            | AA.VV.                       |      |
| ottobre 2008   | 295         | The Kenny Clarke-Francy Boland Big Band                                | K.Clarke-F.Boland            |      |
| novembre 2008  | 296         | Dave Douglas & Friends                                                 | Dave Douglas                 |      |
| dicembre 2008  | 297         | Horace Silver The Golden Years                                         | Horace Silver                |      |
| gennaio 2009   | 298         | Top Jazz 2008                                                          | AA.VV.                       |      |
| febbraio 2009  | 299         | Max Roach-The Golden Years                                             | Max Roach                    |      |
| marzo 2009     | 300         | Exotica                                                                | AA.VV.                       |      |
| aprile 2009    | 301         | Shelly Manne                                                           | Shelly Manne                 |      |
| maggio 2009    | 302         | Some Kinds Of Blue                                                     | Miles Davis                  |      |
| giugno 2009    | 303         | Miles In The Clouds                                                    | Miles Davis                  |      |
| luglio 2009    | 304         | About A Silent Way                                                     | martux_m                     |      |
| agosto 2009    | 305         | Gerry Mulligan The Golden Years                                        | Gerry Mulligan               |      |
| settembre 2009 | 306         | 1959 L'Anno Che Cambio' Il Jazz                                        | AA.VV.                       |      |
| ottobre 2009   | 307         | Ella & The Jazz Giants                                                 | Ella Fitzgerald              |      |
| novembre 2009  | 308         | Coltrane Legacy                                                        | AA.VV.                       |      |
| dicembre 2009  | 309         | Pepper Pot                                                             | Art Pepper                   |      |
| gennaio 2010   | 310         | Top Jazz 2009                                                          | AA.VV.                       |      |
| febbraio 2010  | 311         | Lee Morgan Plays Benny Golson                                          | Lee Morgan                   |      |
| marzo 2010     | 312         | Jack Kerouac                                                           | AA.VV.                       |      |
| aprile 2010    | 313         | Stefano Bollani                                                        | Stefano Bollani              |      |
| maggio 2010    | 314         | Jimmy Giuffre                                                          | Jimmy Giuffre                |      |
| giugno 2010    | 315         | Hammond Mania                                                          | AA.VV.                       |      |
| luglio 2010    | 316         | The Aacm Ensemble                                                      | The AACM                     |      |
| agosto 2010    | 317         | Pool Winners                                                           | AA.VV.                       |      |
| settembre 2010 | 318         | The Latin Tinge                                                        | AA.VV.                       |      |
| ottobre 2010   | 319         | Desireless                                                             | Complete Communion           |      |
| novembre 2010  | 320         | Artistshare                                                            | AA.VV.                       |      |
| dicembre 2010  | 321         | Art Blakey                                                             | AA.VV.                       |      |